# اچ‌ام‌اس لیانداف (اف۶۱)
اچ‌ام‌اس لیانداف (اف۶۱) (به انگلیسی: HMS Llandaff (F61)) یک کشتی بود که طول آن ۳۴۰ فوت (۱۰۳٫۶ متر) بود. این کشتی در سال ۱۹۵۵ ساخته شد.